# Pentobarbital
Pentobarbital je vrsta psihotropne tvari. Uvršten je u Hrvatskoj na temelju Zakona o suzbijanju zlouporabe droga na Popis droga, psihotropnih tvari i biljaka iz kojih se može dobiti droga te tvari koje se mogu uporabiti za izradu droga, pod Popis droga i biljaka iz kojih se može dobiti droga, pod 2. Popis psihotropnih tvari i biljaka, Odjeljak 3 - Psihotropne tvari sukladno Popisu 3. Konvencije UN-a o psihotropnim tvarima iz 1971. godine. Kemijsko ime je 5-etil-5-(1-metilbutil)barbiturna kiselina.